# E. Y. Harburg
E. Y. Harburg, auch Edgar „Yip“ Harburg (* 8. April 1896 in New York City als Isidore Hochberg; † 5. März 1981 in Los Angeles) war ein US-amerikanischer Liedtexter. Er arbeitete mit Harold Arlen, Vernon Duke, Ira Gershwin und Jerome Kern zusammen und schrieb die Texte einiger Klassiker des Great American Songbooks wie April in Paris, Brother, Can You Spare a Dime? und Over the Rainbow.

## Leben und Wirken

### Die frühen Jahre in New York
Isidore Hochberg stammte aus einer jüdischen Einwandererfamilie auf der Lower East Side von New York City. Sein Spitzname war „Yipsel“, der oft zu „Yip“ verkürzt wurde. Nachdem er den Namen Edgar Harburg angenommen hatte, wurde er schließlich als Edgar „Yip“ Harburg bekannt.
Er besuchte die Townsend Harris High School, wo er seinen späteren langjährigen Partner und Freund Ira Gershwin kennenlernte und für die Schulzeitung erste Liedtexte schrieb. Nach seinem Universitätsabschluss ging Harburg für drei Jahre nach Uruguay, um der Einziehung zum Militärdienst zu entgehen; als Sozialist war er gegen die Beteiligung der USA am Ersten Weltkrieg. Nach dem Krieg kehrte er nach New York zurück, heiratete, hatte zwei Kinder und arbeitete als Versschreiber für Lokalzeitungen. Nach dem Flop mit der Gründung einer eigenen Firma, die 1929 im Börsencrash unterging, begannen Ira Gershwin und Yip Harburg als Songwriter. Gershwin führte Harburg bei Jay Gorney ein, der für die Broadway-Revue Earl Carroll’s Sketchbook arbeitete. Die Show war erfolgreich, und Harburg wurde als Liedtexter engagiert, um für eine Reihe von Revuen wie z. B. Americana (1932) zu schreiben, aus der sein erster Erfolg Brother, Can You Spare a Dime? stammt; ein Kinderlied, das Gorney in seiner Kindheit in Russland gelernt hatte. Der Song wurde zu einem der bekanntesten Lieder während der Weltwirtschaftskrise.
Ein Beispiel seiner Dichtkunst ist Riddle Me This? (mit der Musik von Lewis Gensler), ein Song, der in der Casino-Revue Ballyhoo of 32 gesungen wurde:
```
“Love a little, sin a little;
play the game and win a little;
only to lose.

 

Listen to the money jingle;
isn’t it a funny jingle;
ending with blues.”
```

Zu seinen großen Hits aus der Revue-Zeit gehörte auch Walk a Little Faster (1932) und der spätere Jazzstandard April in Paris. Mit Vernon Duke arbeitete Harburg 1943 für die Broadway-Revue Ziegfeld Follies, aus dem der Klassiker What Is There to Say? stammt. Für die Revue Life begins at 8:40 schrieb er Songs zusammen mit Ira Gershwin; die Hits Let’s Take a Walk Around the Block, You’re a Builder Upper und Fun to Be Fooled schrieb er mit Harold Arlen.

### Hollywood
Harburg und Gorney bekamen nach ihren New Yorker Erfolgen einen Vertrag der Paramount-Filmgesellschaft in Hollywood angeboten; dort arbeitete Harburg mit den großen Komponisten des Great American Songbook zusammen, wie Harold Arlen (Last Night When We Were Young), Walter Donaldson, Vernon Duke, Johnny Green, Jerome Kern, Jule Styne und Burton Lane.
Ein weiteres Beispiel für Harburgs lyrische Kunst ist der Song Down with Love aus dem Jahr 1937, den er für die Show Hooray for What? schrieb:
```
“Down with love, flowers and rice and shoes.
Down with love, the root of all midnight blues.
Down with things that give you that well-known pain.
Take that moon and wrap it in cellophane!

 

Down with love, let’s liquidate all its friends:
Moon and June and roses and rainbow’s ends.
Down with songs that moan about night and day.
Down with love, just take it away, away.

 

Away.
Take it away.
Give it back to the birds and bees and the Viennese!

 

Down with eyes, romantic and stupid,
Down with sighs, down with cupid.
Brother, let’s stuff that dove! Down with love!”
```

Im Jahr 1939 schrieben Arlen und Harburg die Songs für den Marx-Brothers-Film Die Marx Brothers im Zirkus, darunter Lydia the Tattooed Lady, berühmt für seine witzigen und ungewöhnliche Reime, wie z. B.
```
She has eyes that folks adore so,
And a torso even more so.

 

When her muscles start relaxin',
up the hill comes Andrew Jackson.

 

For two bits she will do a mazurka in jazz,
with a view of Niagara that nobody has.
And on a clear day you can see Alcatraz.
```

Die Strophe "When she stands her lap gets lit'ler, when she sits, she sits on Hitler" wurde für die Plattenaufnahme nicht verwendet, da sie dem Studio zu tagespolitisch erschien.
Gemeinsam mit Arlen entstand auch das Lied Over the Rainbow aus dem Film The Wizard of Oz (1939), mit dem die junge Judy Garland weltberühmt wurde. Zudem wirkte Harburg bei dem Film an den Dialogen mit. 1943 schrieb das Team die Songs Happiness Is a Thing Called Joe und Ain’t It de Truth für den Film Cabin in the Sky, mit dem Lena Horne ihre Karriere startete.
Trotz seiner Aktivitäten in Hollywood hörte Harburg nicht auf, auch für den Broadway zu schreiben; in den 1940er Jahren arbeitete er für eine ganze Reihe von Musicals wie Bloomer Girl (1944) über die Frauenrechtlerin Amelia Bloomer. Damals entstand auch eine seiner berühmtesten Broadwayshows, Finian’s Rainbow (1947) mit der Musik von Burton Lane. Aus dem Musical stammt auch der Song Old Devil Moon, den später Miles Davis und andere zu einem Jazzstandard machten, außerdem Look to the Rainbow und When I’m Not Near the Girl I Love.

### Broadway 1951–1968
Während der McCarthy-Ära von 1951 bis 1962 wurde Yip Harburg Opfer der Hollywood blacklist, als die Filmstudiobosse der Sympathie für die American Communist Party verdächtigte Künstler mit Berufsverbot belegten. Trotzdem arbeitete Harburg weiter für Musicals des Broadway, wie Jamaica, wieder für Lena Horne, aus dem die Songs I Don’t Think I’ll End It All Today, Push the Button und Napoleon stammen.
Für die Broadwayshow The Happiest Girl in the World (1961) nahm Harburg die Motive der Lysistratalegende von Aristophanes auf; die Musik stammte aus Werken von Jacques Offenbach. Im Jahr 1963, nachdem der Bann in Hollywood aufgehoben war, arbeiteten Arlen und Harburg für den Zeichentrickfilm Gay Purr-ee erneut zusammen; im selben Jahr schrieben sie – wieder für Judy Garland – den Song I Could Go on Singing. Harburgs letzte Broadway-Arbeit war Darling of the Day (1968); die Musik schrieb Jule Styne. Dreizehn Jahre später starb Harburg bei einem Autounfall.

## Auszeichnungen
Harburg gewann 1940 gemeinsam mit Arlen den Oscar in der Kategorie Bester Original-Song für Over the Rainbow aus dem Film The Wizard of Oz. Weitere Nominierungen erhielt er 1944 zusammen mit Arlen für Happiness Is a Thing Called Joe aus Cabin in the Sky und 1946 für More and More aus Can’t Help Singing, gemeinsam mit Jerome Kern. Harburg wurde 1972 in die Songwriters Hall of Fame aufgenommen. Im Jahr 2005 gab die US-Post eine Gedenkbriefmarke zu seinen Ehren aus.

## Songs
- Over the Rainbow
- Brother, Can You Spare a Dime? – mit Jay Gorney
- Bloomer Girl – mit Harold Arlen
- April in Paris
- It’s Only a Paper Moon
- Lydia the Tattooed Lady
- How Are Things in Glocca Morra?
- Old Devil Moon
- Then I’ll Be Tired of You
- When the Idle Poor Become the Idle Rich
- Down with Love

## Broadway-Revuen
- 1929: Earl Carroll’s Sketchbook of 1929 – mit Jay Gorney
- 1930: Garrick Gaieties – Co-Texter
- 1930: Earl Carroll’s Vanities of 1930 – Co-Texter
- 1930: The Vanderbilt Revue – Co-Texter
- 1931: Ziegfeld Follies of 1931 – Co-Texter
- 1931: Shoot the Works – Co-Komponist und Texter
- 1932: Ballyhoo of 1932 – Texter
- 1932: Americana – Texter
- 1932: Walk a Little Faster – Texter
- 1934: Ziegfeld Follies of 1934 – Co-Texter
- 1934: Life Begins at 8:40 – Co-Texter mit Ira Gershwin
- 1936: The Show is On – Texter
- 1945: Blue Holiday – Co-Komponist und Texter
- 1953: At Home With Ethel Waters – Texter

## Broadway-Musicals
- 1937: Hooray For What! – Texter
- 1940: Hold on to Your Hats – Texter
- 1944: Bloomer Girl – Texter und musikalischer Direktor
- 1947: Finian’s Rainbow – Texter
- 1951: Flahooley – Texter und Scriptschreiber
- 1957: Jamaica – Texter und Scriptschreiber
- 1961: The Happiest Girl in the World
- 1968: Darling of the Day – Texter

## Filmografie (Auswahl)
- 1933: Moonlight and Pretzels
- 1936: The Singing Kid
- 1936: Golddiggers of 1937
- 1939: The Wizard of Oz
- 1939: At the Circus
- 1939: Musik ist unsere Welt (Babes in Arms)
- 1941: Babes on Broadway
- 1942: Ship Ahoy
- 1943: Cabin in the Sky
- 1944: Das Lied des goldenen Westens (Can’t Help Singing)
- 1944: Broadway Melodie 1950 (Ziegfeld Follies)
- 1962: Gay Purr-ee
- 1968: Der goldene Regenbogen (Finian’s Rainbow)

## Bücher von Yip Harburg
- 1965: Rhymes for the Irreverent
- 1976: At This Point in Rhyme